# Kościół św. Tomasza z Akwinu i klasztor Dominikanów w Mińsku
Kościół św. Tomasza z Akwinu i klasztor Dominikanów – rzymskokatolicki zespół klasztorny w Mińsku założony na początku XVII wieku, zniszczony w 1950 roku. Zbudowany został w stylu barokowym. Zachowały się fundamenty i piwnice wymagające szczegółowego badania archeologicznego. Zespół klasztorny zajmował plac na Wysokim Rynku o powierzchni ponad 1 ha (fragment kwartału dzisiejszego Pałacu Republiki). Do budynków, należących do dominikanów mińskich zaliczały się murowany kościół i klasztor oraz drewniane zabudowania gospodarcze: dwie oficyny, stajnia, spichlerz (świran), studnia i inne. W południowo-zachodniej części działki znajdował się ogród. Zespół klasztorny otoczony był wysokim murem z dużą bramą wjazdową.

## Położenie
Kościół i klasztor ojców dominikanów w Mińsku mieścił się przy Wysokim Rynku. Plac, na którym zostały ulokowane budynki, wynosił około 1,44 ha (2 morgi i 58 prętów). Ograniczony był ulicami Wołoską, Dominikańską i Garską. Zachowały się podpiwniczenia kościoła i klasztoru na rogu dzisiejszych ulic Internacjonalnej i Engelsa.

## Historia
Klasztor Dominikanów i kościół pw. św. Tomasza z Akwinu w Mińsku założyła w 1600 roku Zofia z Wołkiewiczów (vel Zawiszów) Słuszkowa vel Służkowa, wojewodzina wendeńska, wdowa po Krzysztofie Służce, wojewodzie inflanckim. Dominikanie na jej zaproszenie przybyli z Wilna. W 1604 roku powracająca z wojny szlachta uchwaliła podatek „kopytkowy” (od konia), aby dokończyć budowę świątyni i klasztoru. O tym miały przypominać jej herby umieszczone na gzymsach. W 1605 roku dominikanie oznajmili na kapitule, że przyjmują fundację.
Pierwotne zabudowania były drewniane. W 1615 roku Piotr, hrabia na Łohojsku i Berdyczowie Tyszkiewicz, starosta sądowy i wojewoda miński, podarował na wieczystą własność ojcom dominikanom plac, na którym rozpoczął budowę murowanej świątyni i klasztoru. Fundusze na budowę pochodziły także z darów szlachty mińskiej, o czym świadczyły obligacje funduszowe i dokumenty, zachowane w archiwum. Do pierwszych fundatorów należeli: Marcelina z książąt Koreckich Chlebowiczowa vel Hlebowiczowa (po drugim mężu Bukowska), wojewodzina witebska, Jakub vel Jakób Pacewicz, pleban orszański, Jerzy Zawisza oraz Jan Wołek. Budowa murowanej świątyni i klasztoru trwała do 1640 roku.
Zespół klasztorny znajdował się niedaleko południowej linii miejskich umocnień – wału ziemnego z fosą i bastionami. W drugiej połowie XVII wieku stanowił jedną z obronnych forpoczt miasta. Podróżnicy przejeżdżający przez Mińsk podkreślali przepych i bogactwo dominikańskiego kościoła, a stolnik cara Piotra I P. Tołstoj, będąc w Mińsku w 1697 roku, zachwycał się organami w kościele św. Tomasza z Akwinu.
Zakończenie prac budowlanych przy klasztorze nastąpiło w 1703 roku. Sześć lat później zaczęto częściowa rekonstrukcję świątyni. Odrestaurowano fasadę. Pod koniec XVIII wieku miała miejsce ostatnia przebudowa kościoła, o czym świadczy odkryty przez Euzebiusza Łopacińskiego w latach trzydziestych XX wieku kontrakt, spisany w 1781 roku między przełożonym dominikanów mińskich, Benedyktem Rybczyńskim a mistrzem cechu murarzy, Andrzejem Makarewiczem. W wyniku przeprowadzonych wówczas prac kościół otrzymał nietypową „zespołową” kompozycję – powstały dwa plany-kulisy, rozciągnięte w przestrzeni.
29 lipca (11 sierpnia) 1798 roku nuncjusz apostolski, Wawrzyniec Litta, swoim dekretem In omnes agri Dominici partes wyznaczył klasztor dominikański na rezydencję biskupa nowo powstałej diecezji mińskiej.

Jako miejsce przebywania i zamieszkania biskupów, zanim nie nabędzie się innego konkretnego domu dla biskupów, wyznaczamy tymczasowo znajdujący się w tymże mieście klasztor zakonu kaznodziejów, znajdujący się w niewielkiej odległości od wyżej wymienionego kościoła katedralnego.

W ramach represji po powstaniu listopadowym w 1833 roku klasztor dominikański został skasowany. Świątynię zaś przeznaczono na farę mińską, administrowaną przez duchowieństwo diecezjalne. W 1845 roku na mocy rozporządzenia władz rosyjskich klasztor został przystosowany na potrzeby rzymskokatolickiego seminarium duchownego.
Na skutek represji carskich po upadku powstania styczniowego klasztor podominikański w 1870 roku zamieniono na koszary, a kościół na cerkiew. W latach siedemdziesiątych XIX wieku opracowano projekt przystosowania dawnej dominikańskiej świątyni pod teatr miejski, nie wprowadzono go jednak w życie. Źródła nie podają, w których latach XIX wieku rozebrano wystające ponad dachem górne części kaplic przy fasadzie. W XX wieku kościół wykorzystywany był jako remiza strażacka. 5 lipca 1926 roku zespół podominikański został wzięty pod ochronę państwa.
Podczas zajmowania Mińska przez wojska radzieckie w 1944 zespół klasztorny został uszkodzony. W 1945 roku Białoruska SRR otrzymała od Niemiec reparacje na remont budynków i pod koniec lat czterdziestych w kościele przeprowadzono wstępne prace konserwacyjne. Mimo tych działań, w roku 1950 zabytek architektury został wysadzony w powietrze z polecenia władz radzieckich.

## Uposażenie klasztoru i kościoła dominikanów

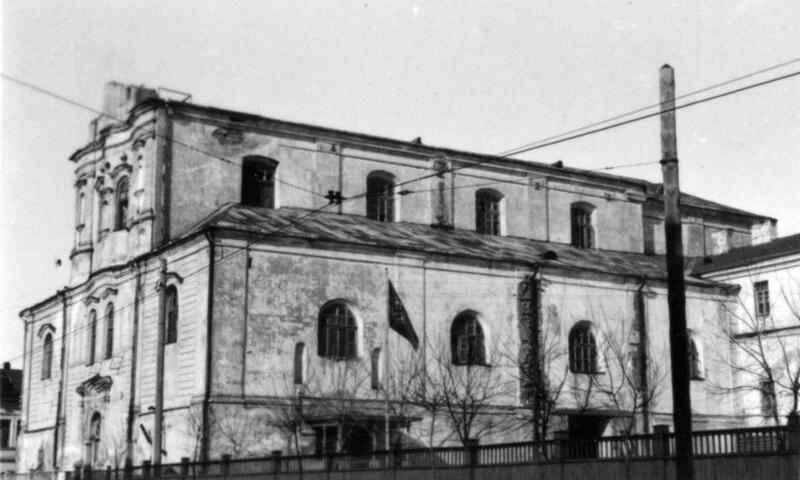
Widok ogólny (1943)

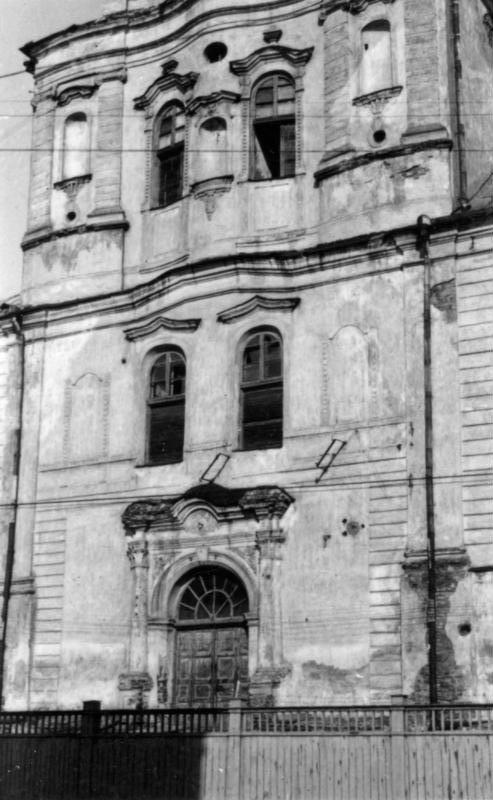
Fragment fasady kościoła (1943)

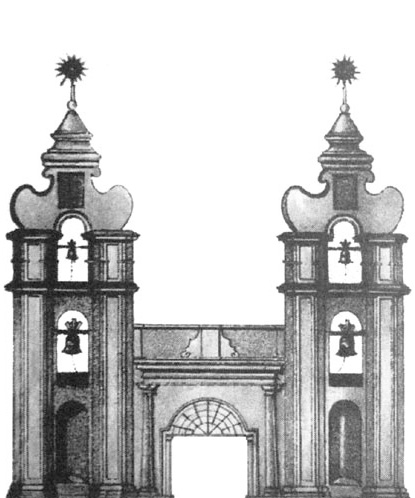
Brama klasztorna

W 1830 roku miała miejsce wizytacja metropolity mohylewskiego Kacpra Kazimierza Cieciszowskiego. Na podstawie dokumentacji rewizyjnej Ignacy Borejko Chodźko opisał w 1845 roku majątek klasztorny.
W mieście dominikanie posiadali na własność plac na Wysokim Rynku, podarowany im przez Piotra Tyszkiewicza. Na placu postawiono murowany kościół i klasztor. 8 grudnia 1640 roku Piotr Wołk zapisał w testamencie zakonnikom swój majątek Wołkowszczyznę (vel Rumnickie), oddalony od Mińska o 5 wiorst (około 5,4 km). W 1830 roku w granicach Wołkowszczyzny znajdowały się trzy karczmy, osiem osad włościańskich ciągłych i jedna czynszowa. Powierzchnia majątku wynosiła 3 włóki, 25 morgów, 208 prętów (około 62,75 ha). W danych rewizji figurowała liczba mężczyzn 30.
Sumy kapitałowe dominikanów pochodziły z zapisów Ignacego Piotrowina Janiszewskiego, podstarosty mińskiego – 600 rubli srebrnych, oraz rodziny Wołodkowiczów – 1500 rubli srebrnych. Wedle danych z wizytacji 1830 roku dominikanie mińscy posiadali dwa kapitały. Pewny i procentowany, pochodzący z różnych legacji, wynosił 5110 rubli srebrnych. Niepewny w wysokości 8192 rubli srebrnych 50,5 kopiejek został zakredytowany kahałowi mińskiemu. Mimo założenia sprawy sądowej, nie został odzyskany.

## Architektura
Zespół architektoniczny dominikańskiego klasztoru miał wyraźną, rozmieszczoną w przestrzeni kompozycję, której pierwszy plan stanowiła brama wejściowa, bezpośrednio za nią fasada kościoła, a rolę szczególnego tła pełniły mury klasztoru.

### Kościół
Dominującym elementem zespołu klasztornego był kościół św. Tomasza z Akwinu, stojący w jego narożnej części. Kościół był klasyczną trójnawową bazyliką bez transeptu, z prostokątnym prezbiterium. Świątynia łączyła w sobie cechy późnego renesansu i wczesnego baroku. Po bokach fasady symetrycznie były rozmieszczone kaplice. Posiadały one ośmioboczne bębny, które wieńczyły kopuły z latarniami. Centralna część fasady miała niekonwencjonalne rozwiązanie architektoniczne, charakterystyczne dla baroku wschodniego: oś symetrii wyznaczona była nie otworami, lecz przestrzenią między nimi. Wysoki korpus świątyni na fasadzie zwieńczał wielokondygnacyjny, ozdobiony figurami szczyt, mocno dekorowany pasami gzymsów, boniowanymi pilastrami, plastycznymi obramowaniami łukowych otworów okiennych, bocznymi wolutami itd. W 1845 Ignacy Borejko Chodźko tak go opisał:

Świątynia ta, największa w mieście, liczyła 63 łokcie długości, 48 szerokości, 30 wysokości. Jest to piękna i okazała architektura, utrzymana w stylu francuskim, z wyniosłym frontonem zakończonym wieżyczką, ze sklepieniem, osadzona na piwnicach. Gmach ten wznosi się na pilastrach zwieńczonych arkadami; te oddzielają nawę od kaplic, zakończonych w głębi kopułami, wzniesionymi nieco nad dach.

Wnętrze świątyni upiększały freski i barokowe, stiukowe ołtarze z rocaille – jeden główny i 12 bocznych przy 6 międzynawowych słupach.
W kościele znajdowały się następujące ołtarze (postępując od kaplicy Zawiszów w głąb świątyni):
1. ołtarz św. Jana Nepomucena (według opisu z ok. 1830 roku ołtarz nie posiadał jeszcze obrazu i był nieukończony),
2. wykonany z drewna, ozdobiony pozłacanymi rzeźbami ołtarz Niepokalanego Poczęcia Najświętszej Marii Panny nie posiadał obrazu,
3. po lewej stronie od wejścia murowany ołtarz św. Dominika,
4. przy filarze przed prezbiterium murowany ołtarz z kolumnami i statuami, w środku z rzeźbą Ukrzyżowanego Chrystusa,
5. drewniany, ozdobiony snycerką i pozłacany ołtarz św. Marii Magdaleny,
6. podobny z wystroju do ołtarza św. Marii Magdaleny ołtarz św. Jacka,
7. murowany, ozdobiony gipsaturą ołtarz św. Katarzyny ze Sieny,
8. naprzeciwko ambony ołtarz św. Wincentego Ferreriusza ze złoconymi ozdobami,
9. murowany, z kolumnami ołtarz św. Barbary; malowany na drewnie obraz świętej okrywała sukienka snycerskiej roboty,
10. murowany, z kolumnami ołtarz św. Judy Tadeusza; obraz świętego zdobiła srebrna szata,
11. ołtarz Maryi Panny Różańca świętego z obrazem patronki w bogato zdobionych szatach,
12. w głębi nawy centralnej ołtarz główny, którego mensa oddzielała chór zakonny od świątyni; ołtarz iluzjonistycznie został namalowany na ścianie, naśladował architekturę porządku korynckiego, w środku umieszczono obraz patrona kościoła, św. Tomasza z Akwinu, którego przedstawiono w momencie pisania złotym piórem.

Chór zakonników został oddzielony od świątyni murowaną mensą ołtarza ze złoconym cyborium snycerskiej roboty. Chór muzyczny znajdował się nad wejściem. Ozdobne organy zostały zbudowane na 24 głosy.
Do prezbiterium od strony północno-wschodniej przylegała prostokątna zakrystia, która mieściła się na jednej linii z nawą boczną. Do przeciwległej ściany prezbiterium przylegał podłużny trzykondygnacyjny budynek klasztorny.
W pewnej odległości przed fasadą stała dużych rozmiarów brama wejściowa. Po jej bokach znajdowały się dwie wieże-dzwonnice o oryginalnym zwieńczeniu w kształcie czterech rozmieszczonych po przekątnej potężnych wolut zakończonych barokowymi sygnaturkami. Wieże połączone były portykiem wejściowym w formie łuku triumfalnego.

### Klasztor
Budynek klasztoru miał formę prostokątnego w planie, wydłużonego piętrowego budynku z biegnącym wewnątrz korytarzem. Posiadał dach kryty strzechą. Dołączał pod kątem prostym do prezbiterium i końca nawy bocznej kościoła, zlewając się z nim w jeden monumentalny i zwarty masyw. W centralnej części fasady znajdował się ryzalit, przez który prowadziło wejście do budowli.
Klasztor dominikański posiadał bibliotekę. W czasie wizytacji metropolitarnej w 1830 roku trwało jej przenoszenie, dlatego nie została dokładnie opisana. W dokumentacji zanotowano, iż liczyła 70 woluminów łacińskich o tematyce teologicznej oraz 83 polskich o różnorodnej treści.

## Struktury osobowe

### Duchowieństwo
Według danych z wizytacji metropolity w 1830 roku w klasztorze przebywało sześciu kapłanów, ośmiu kleryków, trzech nowicjuszy, ośmiu świeckich mężczyzn.
Zakonnicy klasztoru byli zobowiązani do odprawiania liturgii w intencji żywych i zmarłych fundatorów klasztoru i kościoła. Msze obligacyjne dzieliły się na:
Tygodniowe
- w niedzielę odprawiano jedną śpiewaną mszę świętą za Leona i Pawła Wołodkowiczów, ponadto za żywych i zmarłych członków rodziny Janiszewskich jedną śpiewaną oraz przed ołtarzem św. Katarzyny czytaną;
- we wtorek – czytaną mszę za duszę Marcybelli z Koreckich Hlebowiczowej;
- w środę – czytaną mszę za dusze Dominika i Teresy Wołodkiewiczów;
- w czwartek – czytaną mszę przed ołtarzem św. Magdaleny za duszę Marcybelli;
- w piątek – czytaną mszę przed ołtarzem Pana Jezusa za duszę Piotra Wołka;
- w sobotę – śpiewaną mszę za duszę Marcybelli.

Miesięczne
odprawiano po jednej mszy śpiewanej za dusze Mikołaja Rodkiewicza, Aleksandra Wojdźmana, Kazimierza Nowackiego, Jana Fursa, Franciszka i Joanny Dornałowiczów, Jerzego i Jana Derszkofów, Zuzanny, Aleksandra, Teodora i Anny. Ponadto po jednej mszy śpiewanej za duszę księdza Stefana Koczarskiego oraz przed ołtarzem Jana Chrzciciela za dusze Jana i Joanny Kostrowickich.
Kwartalne
po jednej mszy śpiewanej za dusze księdza Stefana Koczarskiego, Mikołaja Rodkiewicza, rodziców zakonników, za spoczywających na cmentarzach zakonnych, za dusze krewnych, przyjaciół i dobroczyńców oraz braci i sióstr tercjarzy.
Zakonne
w ciągu roku 48 liturgii z pełnym oficjum za zmarłych celebrowano w intencji zmarłych braci i sióstr różańcowych, ich krewnych i dobroczyńców bractwa, działającego w kościele dominikańskim.

### Bractwo
Przy kościele św. Tomasza z Akwinu pełniło posługę bractwo różańca świętego. Utrzymywało się ze składek i kwesty, nie posiadało kapitału. Do codziennych dobrowolnych obowiązków bractwa należało śpiewanie w kościele różańca, zaopatrzenie niektórych ołtarzy w świece i lampy, ozdabianie dwóch brackich ołtarzy. Kościelne srebro, szaty liturgiczne, sprzęty ołtarzowe, ozdoby i chorągwie brackie zostały zakupione dzięki kwotom, pochodzącym z jałmużny.